# VM i fodbold 2030 (mænd)
|  | Denne artikel indeholder information om en fremtidig sportsbegivenhed Der kan forekomme spekulativ information, og indholdet kan ændres dramatisk når arrangementet nærmer sig og mere information bliver tilgængelig. |

VM i fodbold 2030 bliver den 24. udgave af VM i fodbold. Arrangementet vil markere hundredeåret for det første verdensmesterskab. Slutrunden spilles i Spanien, Portugal, Marokko, Argentina, Uruguay og Paraguay.

## Kritik
FIFA har modtaget kritik over denne VM, at det er dårligt for klimaet, at holdene skal rejse rundt i 3 forskellige verdensdele for at spille turneringen. Folk mener også at FIFA brød løftet, om at reducere miljøpåvirkningen i VM på grund af beslutningen at spille turneringen i 3 verdensdele.